# تپه سیونان
تپه سیونان مربوط به مس و سنگ است و در شهرستان کرمانشاه، بخش مرکز ی، دهستان میان دربند، روستای یاوری واقع شده و این اثر در تاریخ ۷ خرداد ۱۳۸۷ با شمارهٔ ثبت ۲۲۸۱۰ به‌عنوان یکی از آثار ملی ایران به ثبت رسیده است.